# Koninklijke Oost- en Westvlaamsche Kring
De Koninklijke Oost- en Westvlaamsche Kring is een tweetalige, apolitieke studentenvereniging van Leuven, België, opgericht op 22 november 1922. De bijnaam van deze vereniging is "de Vla-Vla". De leden zijn oorspronkelijk van of wonend in Oost- en West-Vlaanderen.

## Geschiedenis

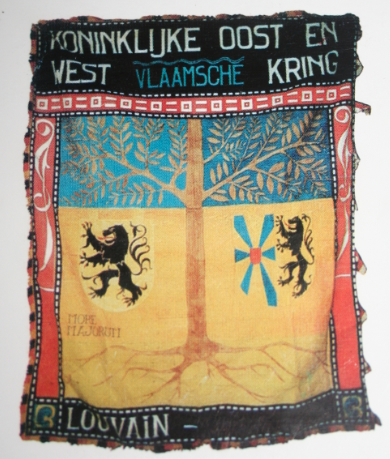
Vlag van de Vla-Vla

In 1922 was Leuven een bloeiende studentenstad, waar de studentenclubs goed bij vaarden. Enkele Vlaamse studenten, niet-flaminganten, konden zich niet vinden in de mentaliteit van de bestaande regionale clubs. Maar de rector van toen, Monseigneur Ladeuze, achtte het niet nodig dat er nieuwe clubs werden opgericht. 
Niettemin hadden de oprichters, Daniel Ryelandt, Robert Ancot, Albert Van Den Heuvel et Fernand Kesteloot, hun Ere-Présidenten gevonden die ze nodig hadden: Mr. Van Den Heuvel, ex-minister van Justitie en Mr. Janssens de Bisthoven, gouverneur van West-Vlaanderen, om voor hen in te staan als peter, maar ook de vice-rector, Mr. Van der Essen, die hen de goedkeuring zou verlenen om een studentenclub op te richten. Zo werd de "Oost- en Westvlaamsche Kring", op 22 november 1922 geboren met als eerste Président, Robert Ancot. 
De naam Vla-Vla komt van een eerste reünie tussen de Oost- en West-Vlaamsche Kring en de Carolo, een studentenkring uit Charleroi, waar de Président van de Carolo het niet lukte om "Oost- en Westvlaamsche" uit te spreken. Hij stotterde, mede dankzij drank, "vla... vla...". De bijnaam van de Oost- en Westvlaamsche Kring was geboren. Tijdens de oprichting mocht de Vla-Vla rekenen op veel steun en hulp van andere studentenkringen. De Mechelse was de grootste bijdrager net als de Gentse Gé, de Brusselse Gé, le Carolo et la Liégeoise.
Na twee jaar présidentschap van Robert Ancot v. Tibère, laat hij een geborduurde vlag maken. Deze vlag is jammerlijk genoeg verbrand tijdens de grote brand van de café Bristol in 1962. Daarnaast richtte hij ook "l'Ordre pour la Vla-Vla" en "la Légion Vla-Vlaïenne" op. De huidige vlag is een kopie van de originele en werd kort na de brand gemaakt. 
Tijdens de beginjaren van de Vla-Vla was het grootste deel van de leden afkomstig uit Brugge. Het is mede daardoor dat de Vla-Vla in 1927 haar eerste Revue organiseert in het aquarium van Brugge. In 1929, na twee moeilijkere jaren, herwint de Vla-Vla al haar grandeur onder het présidentschap van André de Lophem. Zijn opvolger Robert Claeys heeft het lint met de drie kleuren, blauw, geel, zwart ingevoerd. Leden afkomstig uit West-Vlaanderen dragen hun lint met blauw aan de bovenkant, de leden uit Oost-Vlaanderen, met zwart vanboven.  
Na het tweede lustrum, dat zeer uitgebreid werd gefeest in Brugge, maakte Fernand Vermeire zijn intrede, dat het eerste bal Vla-Vla in 1933 organiseerde in Kortrijk. Daarnaast heeft hij ook het clublied, le "Minuit Vla-Vla", uitgevonden samen met Joe Boone. 

## Tradities
- Het hoofddeksel dat wordt gedragen door de leden is de astrakan of de calotte met bordeauxrood.
- De rood grijze toga die wordt gedragen tijdens de cantus of andere bijzondere gelegenheden.
- De Vleks, gedragen op de toga die worden uitgedeeld aan de leden voor hun prestaties en engagement binnen de vereniging.
- Het blauw-geel-zwarte lint dat door de leden wordt gedragen. Schachten dragen het over de linker schouder, actieve leden over de rechter schouder. Indien het lid afkomstig is uit West-Vlaanderen wordt de blauwe kant van het lint naar boven gedragen. Voor de leden afkomstig uit Oost-Vlaanderen de zwarte kant naar boven. De schachtentemmer draagt twee linten over de linker- en rechter schouder. De leden van het praesidium dragen een dikker lint.

## De bijeenkomsten
- "Dies natalis" te Brugge iedere 1ste zondag na Pasen: Vond voor het eerst plaats in 1947, voor de 25ste verjaardag. In 1954 ontstond de Eed der Zilveren Lepelaar dankzij Robert Houben waarin werd gezworen door de aanwezigen om elke 1ste zondag na Pasen samen te komen en het bestaan van de Vla-Vla te vieren, ook wanneer de vereniging zou op houden te bestaan. Dit wordt nog steeds gerespecteerd door de ondertekenaars die toen aanwezig waren.
- "Mosselspouper". Dit vindt eenmaal per jaar plaats in Brussel. Op deze avond krijgen de nieuwe leden hun calotte na een speciaal ritueel te hebben doorstaan.
- "Bal Vla-Vla". Eenmaal per jaar organiseert de Vla-Vla een galabal aan de kust.
- "Cantus". Bijeenkomsten waar wordt gedronken, gezongen en waar leden hun eigen "guindaille" (eigen geschreven lied, gedicht of verhaal met woordspelingen, metamorfoses,...) kunnen voordragen.
- "Roi des Bleus". Tijdens deze cantus krijgen de nieuwe leden hun toga en volgt er een cantus waarin de nieuwe leden moeten strijden om de titel van "Roi des bleus".
- "Tour du Vieux". Deze activiteit wordt eenmaal per jaar georganiseerd op de Oude Markt van Leuven. Er wordt in elk café gestopt voor een pint of iets sterker.
- "Clubavond". Wekelijkse bijeenkomst, elke maandag of dinsdag in Estaminet "In den Boule" dat sinds 1954 het stamcafé is.

## Structuren

### Praesidium
Het praesidium ziet er als volgt uit: 
- President
- Vice-President Interieur
- Vice-President Exterieur
- Zedenmeester
- Quaestor
- Scriptor
- Schachtentemmer
- Commissaris der geschriften
- Commissaris der financiën

### Orde van het legioen van de VlaVla
Deze vlek wordt zowel binnen als buiten de vereniging uitgereikt. Deze bestaat enkel in de graad van ridder.

### Orde voor de VlaVla
Deze vlek wordt enkel binnen de club uitgereikt en bestaat uit de volgende graden:

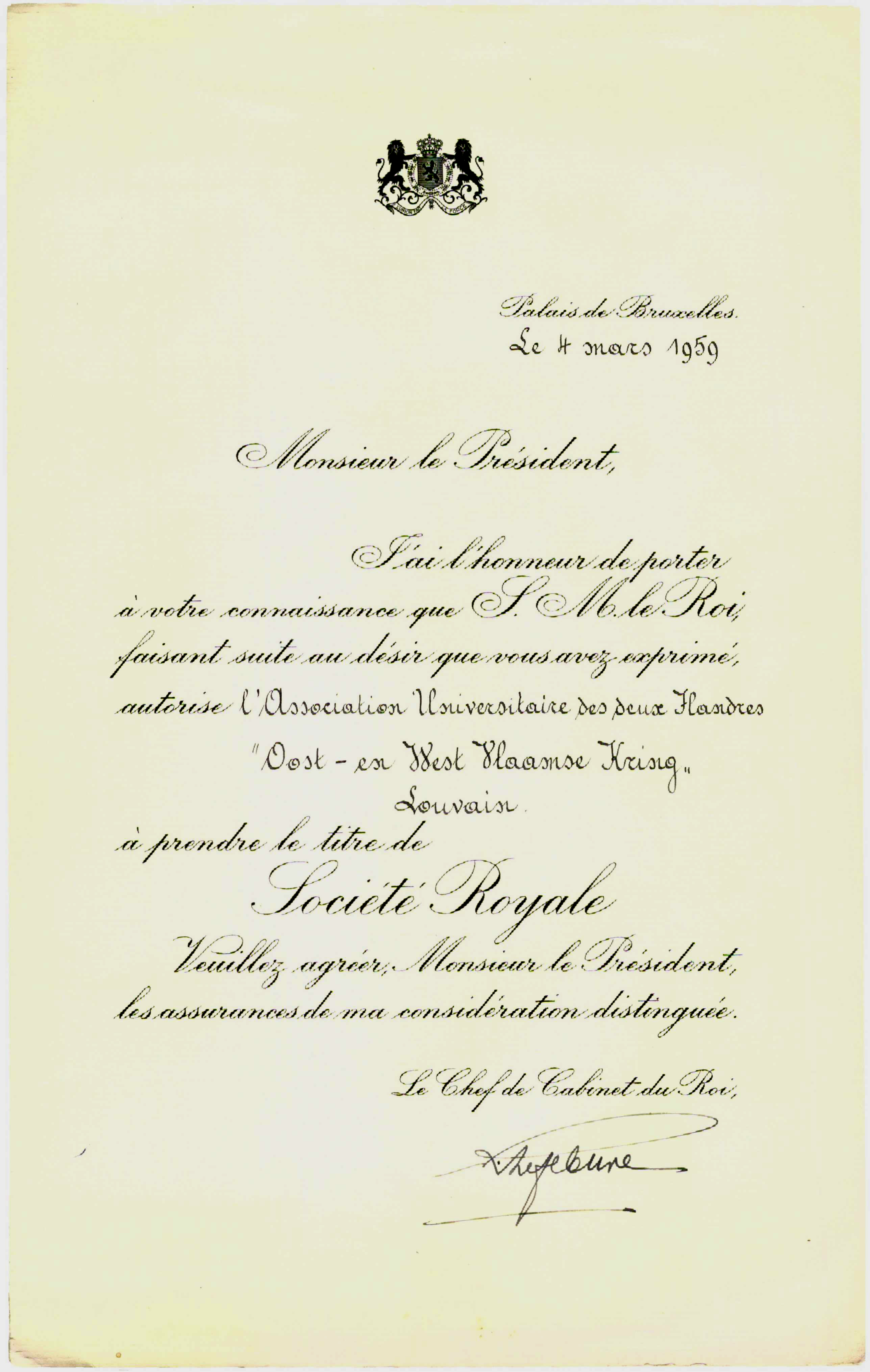
Brief getekend door de Boudewijn I, Koning der Belgen die de Vla-Vla tot koninklijke vereniging hees.

- Ridder
- Officier
- Commandeur
- Grootlint